# Haus im Eck
Das Haus im Eck liegt im Stadtteil Niederlößnitz der sächsischen Stadt Radebeul, in der Paradiesstraße 56. Es liegt im Denkmalschutzgebiet Historische Weinberglandschaft Radebeul.

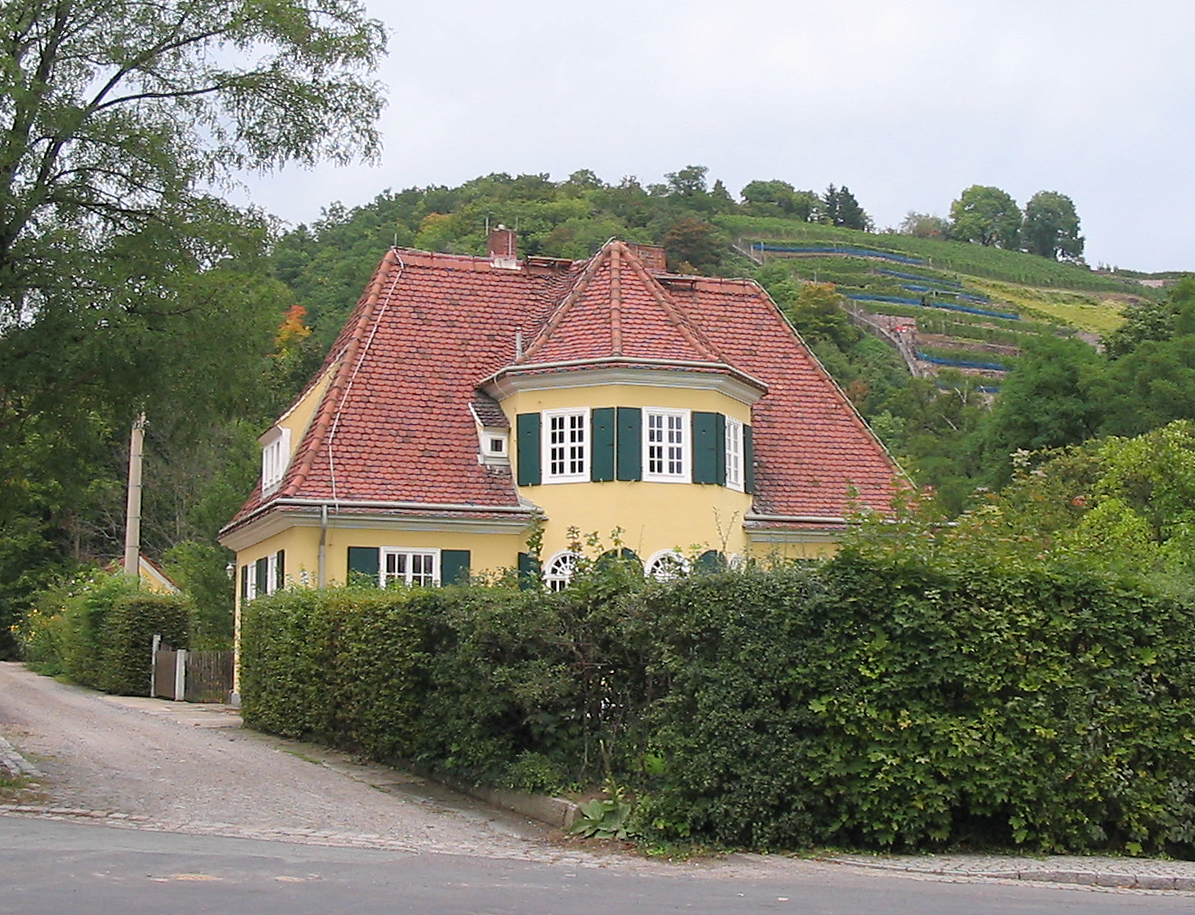
Haus im Eck mit denkmalgeschützter Gartenanlage. Blick auf den östlichen Lößnitzhang am Eingang zum Lößnitzgrund, dorthin, wo die Villa Annabella steht

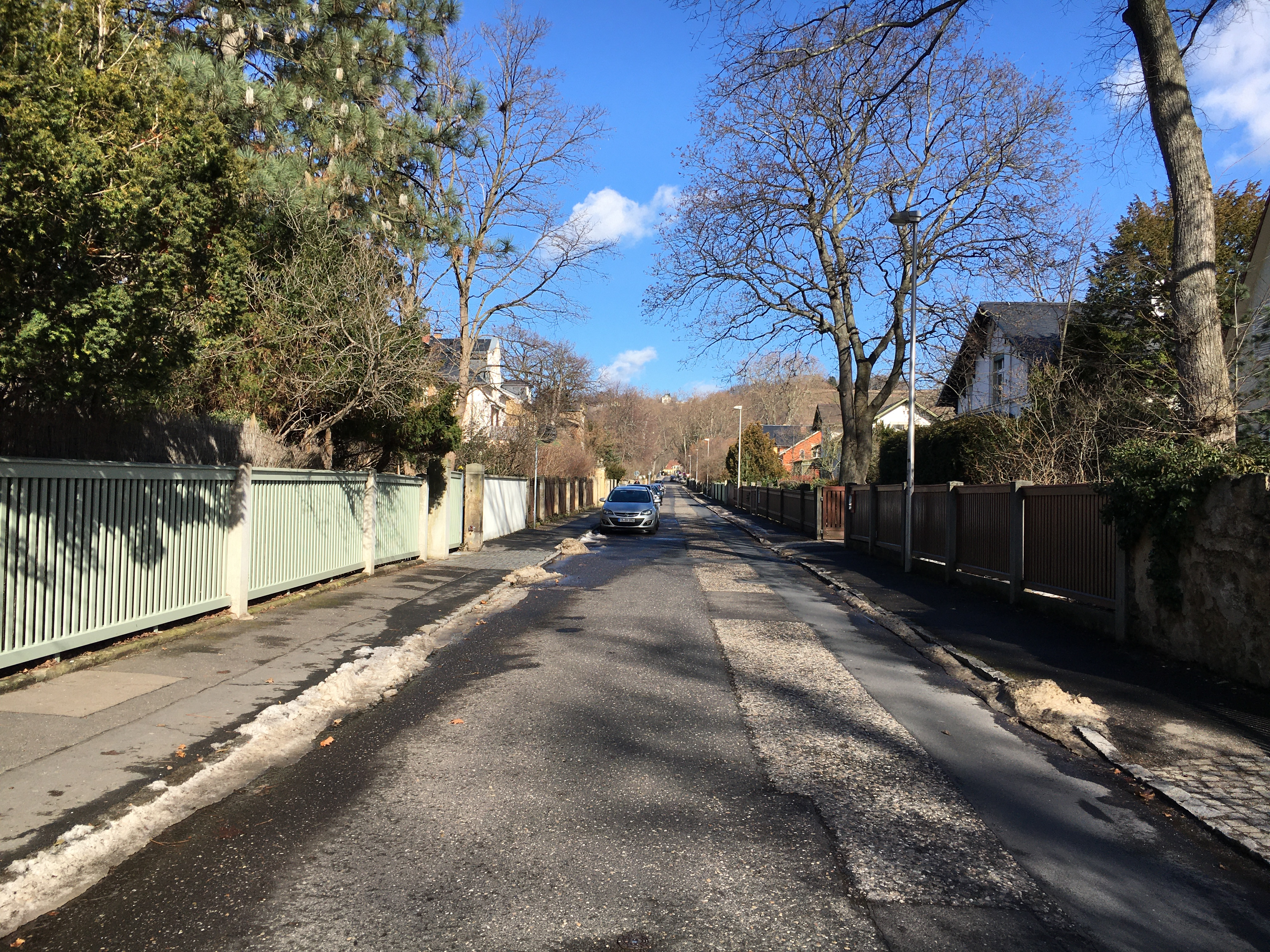
Die Zillerstraße führt auf das Haus im Eck zu

## Beschreibung
Das Eck ist der südliche Zipfel des Grundhofanwesens, zwischen Paradiesstraße im Südwesten und dem Beginn der Lößnitzgrundstraße. Vor dem Eck treffen auch noch die Zillerstraße, die direkt auf das Haus im Eck zuläuft, und die Straße der Jugend auf die Paradiesstraße. Das Eck liegt südlich vom Haus im Garten.
Der eingeschossige, freistehende Putzbau ist ein Landhaus im Heimatschutzstil mit einem steilen Walmdach mit Biberschwanz-Ziegeldeckung und Schleppgauben. In der symmetrischen Hauptansicht nach Süden steht ein zweigeschossiger, polygonaler Mittelrisalit mit Zeltdach sowie einer Freitreppe zum Vorgarten. Auf der Rückseite befindet sich ein zweigeschossiger Treppenhausvorbau nebst Eingang mit einem Walmdach.
Die hochrechteckigen Sprossenfenster werden von Klappläden eingerahmt. Die Erdgeschossfenster im turmartigen Risalit haben halbrunde Oberlichter.
Neben der denkmalgeschützten Villa zählt der „streng gestaltete“ Garten zur Villa als denkmalpflegerische Nebenanlage.

## Geschichte
Reichsgerichtsrat a. D. Otto Suppes erwarb 1906 das Anwesen, das er in der Folgezeit in Grundhof umbenannte, da es am Rand des Lößnitzgrunds liegt. Er beauftragte seinen Sohn Adolph Suppes (1880–1918) und dessen Freund Otto Rometsch (1879–1938), beide Architekten, mit der Wiederherstellung des historischen Weingutanwesens. Diese Gelegenheit nutzten die beiden, dort in Niederlößnitz ein gemeinsames Architekturbüro aufzubauen. Suppes und Rometsch bauten für Suppes’ Vater auf dem Anwesen (Paradiesstraße 58) ein neues, dreiflügeliges Landhaus in Form eines Schlösschens im Heimatschutzstil, das Haus im Garten.
Rometsch selbst baute sich das Turmhaus des Grundhofs zu einem Wohn- und Atelierhaus um.
Im Jahr 1924, nach Adolph Suppes’ Tod, entwarf Rometsch für die Geschwister Dr. Suppes auf dem südlichen Eck des Grundhofs das Haus im Eck (Paradiesstraße 56), umgeben von einer strengen Gartenanlage. Das Baugeschäft Adolf Menzel realisierte die Baupläne. Im Februar 1925 erging die Baugenehmigung und im Juni 1925 wurde die Ingebrauchnahme des Neubaus gestattet.
1996 veräußerte eine Nachfahrin Suppes’ ihren Besitz an die heutigen Grundhof-Eigentümer.
Bereits zu DDR-Zeiten, spätestens ab 1973, stand das Haus im Eck als Bestandteil des Denkmalensembles Grundhof (Paradiesstraße 56–68) unter Denkmalschutz. Nach 2012 bekam das Haus im Eck bei der sächsischen Denkmalpflege unter seiner Adresse einen eigenen Denkmaleintrag.
Zur älteren Geschichte des Grundhofs siehe Grundhof (Radebeul) #Geschichte.